# Wilson Pesantes Alanyo
Wilson Elmer Pesantes Alayo (* Cajabamba, 1968 - ) es un profesor de escuela y político peruano. 

## Biografía
Nació en Cajabamba, Departamento de Cajamarca, el 10 de marzo de 1968. Hizo sus estudios primarios en la Escuela No.82294 de Cungunday y los secundarios en el Colegio José Gálvez - Cajabamba.  Entre 1988 y 1992 estudió Pedagogía, con especialidad de Biología y Química en el Instituto Superior Pedagógico Antenor Orrego. 
Fue elegido alcalde de Cajabamba para tres periodos: 1996-1998 por la Lista independiente No.5; 2003-2006, por la Lista independiente No.3 y para el periodo 2011-2014, por el Movimiento Gloriabamba a la Alcaldía de Cajabamba en las elecciones regionales y municipales del Perú de 2010,